# Мозг Морбиуса
Мозг Морбиуса (англ. The Brain of Morbius) — пятая серия тринадцатого сезона британского научно-фантастического телесериала «Доктор Кто», состоящая из четырёх эпизодов, которые были показаны в период с 3 по 24 января 1976 года.

## Сюжет
ТАРДИС появляется прямо посреди бури на планете Карн, и Доктор подозревает вмешательство повелителей времени. Сара находит рядом кладбище разбитых кораблей и замок, и они вдвоем отправляются туда. В замок их впускают слуга Кондо с крюком вместо руки и его хозяин Солон. Во время трапезы, они усыпляют Доктора, а Сара притворяется спящей. Оказывается, что Солон известный хирург, желающий воскресить Морбиуса, преступника-повелителя времени, и собирающий ему новое тело из частей других.
Тем временем в Сестринстве Карна оказывается, что Пламя Жизни угасает, а без пламени не появляется Эликсир Жизни, известный только Сестринству и Высшему Совету Галлифрея. Старшая сестра Марен подозревает, что Доктор послан сюда за тем, чтобы украсть его остатки, и с помощью ритуала сестры перемещают к себе ТАРДИС, а затем и Доктора. Доктор приходит в сознание, и его тут же обвиняют в заговоре с целью кражи эликсира. Доктор отрицает это, и говорит, что почувствовал разум Морбиуса. Марен отвергает это, говоря, что тот мертв, и приговаривает Доктора к сожжению.
Обнаружив пропажу Доктора, Солон и Кондо отправляются в сестринство, за ними следует Сара. Они пытаются вызволить хотя бы его голову, но сестры отказывают им и изгоняют. Сара тем временем освобождает Доктора, и они оба сбегают, но Марен ослепляет Сару, и им приходится вернуться к Солону. Тот осматривает Сару, а Доктор находит безголовое тело в лаборатории. Солон сообщает Доктору, что для восстановления зрения Сары нужен эликсир жизни, и Доктор возвращается в сестринство. Сара тем временем находит в подвале ещё живой мозг Морбиуса и понимает, что Солон отправил Доктора в ловушку. Она запирает его в лаборатории и сбегает из замка, но её ловит и возвращает Кондо.
Тем временем Марен сообщает Доктору, что зрение Сары восстановится само, и тот убеждает сестер в присутствии здесь разума Морбиуса. Он осматривает пламя и разбирает его химические процессы.
Морбиус узнаёт о том, что Доктор — повелитель времени, и требует срочно новое тело с искусственным резервуаром для мозга. Но Кондо узнаёт свою руку на теле Морбиуса и роняет мозг на пол. Ранив Кондо, Солон заставляет Сару помогать ему с операцией.
Доктор проникает в замок и встречается с восстановившей зрение Сарой. Она сообщает ему, что Морбиус снова жив и вышел из под контроля из-за недоработок в искусственном черепе. Он убивает Кондо, и Доктор с Сарой прячутся в лаборатории. Солон вырубает сбежавшего и убившего одну из сестер Морбиуса и уносит его тело на операцию. Доктор пускает газ в вентиляцию, и Солон умирает, но заканчивает операцию. Морбиус начинает схватку разумов с Доктором. Во время схватки Доктор падает без чувств, но появляются сестры Карна и скидывают Морбиуса с обрыва. Марен отдает свой эликсир Доктору, и тот встает, а Марен входит в Пламя Жизни, становится молодой и исчезает. Доктор с помощью спички восстанавливает Пламя Жизни до прежних размеров, отдает сестрам весь коробок, входит вместе с Сарой в ТАРДИС, и та на этот раз исчезает во вспышке света и дыма.

## Трансляции и отзывы
| Эпизод            | Дата показа    | Продолжительность | Телезрители (в миллионах) |
| ----------------- | -------------- | ----------------- | ------------------------- |
| «Часть 1»         | 3 января 1976  | 25:25             | 9,5                       |
| «Часть 2»         | 10 января 1976 | 24:46             | 9,3                       |
| «Часть 3»         | 17 января 1976 | 25:07             | 10,1                      |
| «Часть 4»         | 24 января 1976 | 24:18             | 10,2                      |
| [ 1 ] [ 2 ] [ 3 ] |                |                   |                           |

## Интересные факты
- В этой серии впервые появляется Сестринство Карна, которое впоследствии появится в мини-эпизоде «Ночь Доктора» а затем в серии «Ученик волшебника» и её прологе.
- Серия содержит множество отсылок к роману «Франкенштейн» и одноименному фильму 1931 года[4].
- Во время схватки разумов на экране проявляется множество лиц: сначала предыдущие известные нам Доктора, затем восемь неизвестных, возможно инкарнации, предшествующие Первому Доктору, которых сыграли продюсер Джордж Галлаччио, сценарист Роберт Холмс, помощник продюсера Грэм Харпер, режиссёр Дуглас Кэмфилд, его помощник Кристофер Бейкер, сценарист Роберт Бэнкс Стюарт, режиссёр Кристофер Бэрри и продюсер Филип Хинчклифф[5][6]. Последний впоследствии рассказал, что действительно хотел навести на мысль о предыдущих воплощениях Доктора, что противоречит сериям «Беспощадный убийца» и «Хранитель Тракена», где говорится, что повелители времени могут регенерировать только двенадцать раз. В серии «Вечные дети» раскрывается правда о Докторе. Оказалось, что он не Повелитель времени, а вечное дитя, от которого произошла расса повелителей времени. Это доказывает, что Доктор прожил неопределённое количество жизней.